# 阿列克谢·鲍里索维奇·米勒

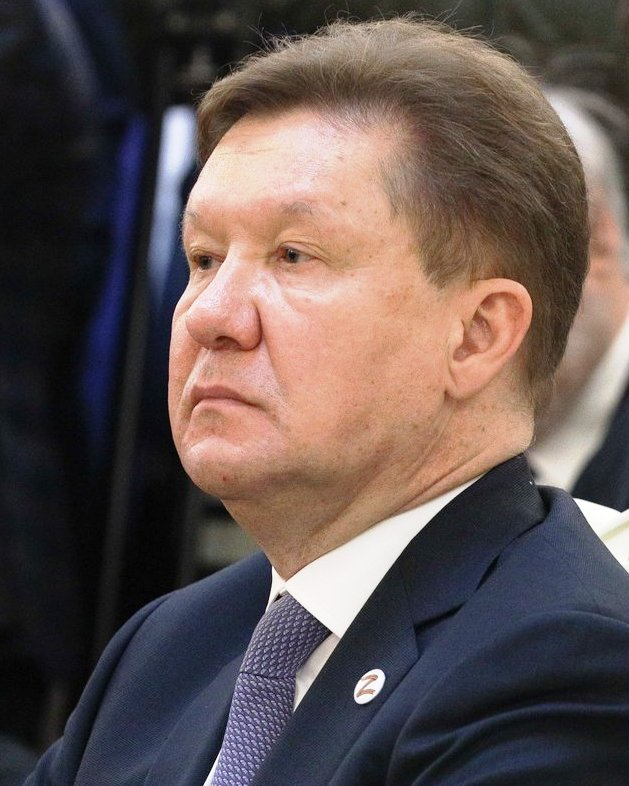

阿列克谢·鲍里索维奇·米勒（俄语：Алексей Борисович Миллер，1962年1月31日—），俄罗斯人，生于圣彼得堡。现任俄罗斯天然气工业股份公司管理委员会主席。

## 简历
- 1991年-1996年：圣彼得堡市长办公室对外联络委员会副主席、主席
- 1996年-1999年：圣彼得堡港发展与投资主管
- 1999年-2000年：波罗的海管道系统公司总经理
- 2000年-2001年：俄罗斯联邦能源部副部长
- 2001年至今：俄罗斯天然气工业股份公司管理委员会主席